# The Cheetah Girls
The Cheetah Girls foi um girl group americano. Formado em 2003 por meio do filme homônimo, produzido pelo Walt Disney Company, que deu origeam a duas sequências: The Cheetah Girls 2 e The Cheetah Girls: One World. O grupo consistia nas cantoras e atrizes Adrienne Bailon, Kiely Williams e Sabrina Bryan. Raven-Symoné dava vida a uma das Cheetah Girls, Galleria Garibaldi nos filmes da franquia, mas não teve interesse em trazer sua participação também para a vida real. O grupo lançou três álbuns, Cheetah-licious Christmas, In Concert: The Party's Just Begun Tour e TCG, que obtiveram certificações de platina e ouro pela Recording Industry Association of America (RIAA). O trio arrecadou cerca de 36 milhões de dólares com uma turnê entre 2006 e 2007, que ficou entre as 10 melhores do ano e até os dias atuais é uma das mais bem sucedidas da Disney. Nos seus 6 anos de carreira, as Cheetah Girls ganharam sete prêmios da Radio Disney e um prêmio da Associação Nacional da Comunicação. Elas venderam mais de 11 milhões de discos em todo o mundo.

## Discografia

### Álbuns
- 2005 - Cheetah-licious Christmas
- 2007 - In Concert: The Party's Just Begun Tour
- 2007 - TCG

### Trilhas sonoras
- 2003 - The Cheetah Girls (com Raven-Symoné)
- 2006 - The Cheetah Girls 2 (com Raven-Symoné)
- 2008 - The Cheetah Girls: One World

### EPs
- 2007 - TCG EP
- 2008 - The Cheetah Girls Soundcheck

### DVDs musicais
- 2005 - DisneyMania 3 In Concert: Performance de "I Won't Say (I'm In Love)" ao vivo.
- 2006 - California Adventures: (incluso na edição especial da trilha sonora de The Cheetah Girls 2)
- 2006 - Radio Disney's Totally 15th Birthday: Performance de "The Party's Just Begun", "Cinderella" and "Shake A Tail Feather" ao vivo.
- 2007 - In Concert: The Party's Just Begun Tour (incluso no CD de mesmo nome).

### Singles
| Ano  | Single                                    | Disco                                           |
| ---- | ----------------------------------------- | ----------------------------------------------- |
| 2003 | Cinderella*(com Raven-Symoné)             | The Cheetah Girls Soundtrack                    |
| 2003 | Girl Power*(com Raven-Symoné)             | The Cheetah Girls Soundtrack                    |
| 2003 | Cheetah Sisters*(com Raven-Symoné)        | The Cheetah Girls Soundtrack                    |
| 2005 | I Won't Say (I'm In Love)                 | DisneyMania 3                                   |
| 2005 | Cheetah-Licious Christmas                 | Cheetah-licious Christmas                       |
| 2005 | 5 More Days 'Til Christmas                | Cheetah-licious Christmas                       |
| 2005 | Shake a Tail Feather                      | O Galinho Chicken Little                        |
| 2006 | If I Never Knew You                       | DisneyMania 4                                   |
| 2006 | The Party's Just Begun*(com Raven-Symoné) | The Cheetah Girls 2 Soundtrack                  |
| 2006 | Strut*(com Raven-Symoné)                  | The Cheetah Girls 2 Soundtrack                  |
| 2006 | Step Up*(com Raven-Symoné)                | The Cheetah Girls 2 Soundtrack                  |
| 2006 | Amigas Cheetahs*(com Raven-Symoné)        | The Cheetah Girls 2 Soundtrack                  |
| 2006 | Route 66                                  | The Cheetah Girls 2 Soundtrack: Edição Especial |
| 2007 | So This is Love                           | DisneyMania 5                                   |
| 2007 | So Bring It On                            | TCG                                             |
| 2007 | Fuego                                     | TCG                                             |
| 2008 | One World*                                | The Cheetah Girls: One World (trilha sonora)    |
| 2008 | Dance Me If You Can*                      | The Cheetah Girls: One World (trilha sonora)    |
| 2008 | Cheetah Love*                             | The Cheetah Girls: One World (trilha sonora)    |

(*) singles das trilhas sonoras

## Filmes
| Ano  | Filme                       | Título original                    | Sinopse (resumo) | Notas                                                                                   |
| ---- | --------------------------- | ---------------------------------- | --- | --------------------------------------------------------------------------------------- |
| 2003 | The Cheetah Girls           | The Cheetah Girls                  | 4 amigas,que moram em Nova York, mas são de várias origens, lutam para alcançar a fama com seu grupo musical, The Cheetah Girls.                                                                        | Estrelado pela atriz e cantora Raven-Symoné e filmado no final de 2002, antes do grupo. |
| 2006 | The Cheetah Girls 2         | The Cheetah Girls 2: When In Spain | As 4 melhores amigas (Galleria, Chanel, Dorinda e Aqua) vão para Espanha competir no Festival de Música de Barcelona, mas ao chegar lá suas pesperctivas individuais as levam para caminhos diferentes. | Com participação de Raven Symoné e Belinda.                                             |
| 2008 | The Cheetah Girls: Um Mundo | The Cheetah Girls: One World       | As amigas, Aqua, Chanel e Dorinda, vão para a Índia gravar um filme em Bollywood, mas ao chegar lá terão de competir entre si pelo papel, o que pode abalar a amizade das meninas.                      | O primeiro com apenas as três Cheetah Girls e o priméiro DCOM gravado na Índia.         |

## Videografia
| Ano  | Vídeo                      | Diretor      |
| ---- | -------------------------- | ------------ |
| 2005 | Cheetah-Licious Christmas  | -            |
| 2006 | Shake a Tail Feather       | -            |
| 2006 | If I Never Knew You        | -            |
| 2006 | The Party's Just Begun*    | Kenny Ortega |
| 2006 | Strut*                     | Kenny Ortega |
| 2006 | Amigas Cheetahs*           | Kenny Ortega |
| 2006 | Route 66                   | -            |
| 2006 | Cherish The Moment*        | Kenny Ortega |
| 2007 | So This is Love            | Shane Drake  |
| 2007 | So Bring It On (Ao Vivo)   | -            |
| 2007 | Fuego                      | Marcus Raboy |
| 2007 | Fuego (Versão em Espanhol) | Marcus Raboy |
| 2008 | One World*                 | Paulo Hoen   |
| 2008 | Dance Me If You Can*       | Paulo Hoen   |
| 2008 | Cheetah Love*              | Paulo Hoen   |
| 2008 | Feels Like Love*           | Paulo Hoen   |

(*) Vídeos dos filmes lançados como clipe para divulgar os filmes e as trilhas sonoras

## Turnês
Ver artigo principal: Turnês de The Cheetah Girls
- Cheetah-Licious Christmas Tour - 2005
- The Cheetah Girls: The Party's Just Begun Tour - 2006/2007
- The Cheetah Girls: One World Tour - 2008

## Prêmios
- Rádio Disney Awards - Música do Ano (Cinderella), (2003)
- National Association for Multi-ethnicity in Communications Awards - Melhor Vídeo(Strut), (2007)
- Rádio Disney Awards - Melhor Estilo de Dança, (2007)
- Rádio Disney Awards - Melhor grupo, (2007)
- Rádio Disney Awards - Melhor música para acordar(Step Up), (2007)
- Rádio Disney Awards - Melhor música para dançar (Strut), (2007).